# رحمت‌آباد (جهرم)
رحمت‌آباد یک روستا در ایران است که در بخش مرکزی شهرستان جهرم واقع شده‌است. رحمت‌آباد ۲۰ نفر جمعیت دارد.